# 有学経
『有学経』（うがくきょう、巴: Sekha-sutta, セーカ・スッタ）とは、パーリ仏典経蔵中部に収録されている第53経。
アーナンダがカピラヴァッツ（カピラ城）の釈迦族に仏法を説いていく。

## 構成

### 登場人物
- 釈迦
- アーナンダ

### 場面設定
ある時、釈迦はカピラヴァッツ（カピラ城）に滞在していた。
そこに釈迦族の在家信徒たちが訪れ、新しい集会堂を寄進した。
釈迦は、アーナンダに彼らに説法するよう命じる。
アーナンダは、彼らに6つの法と、三明について説く。
彼らは法悦する。

## 日本語訳
- 『南伝大蔵経・経蔵・中部経典2』（第10巻） 大蔵出版
- 『パーリ仏典 中部（マッジマニカーヤ）中分五十経篇I』 片山一良訳 大蔵出版
- 『原始仏典 中部経典2』（第5巻） 中村元監修 春秋社